# Pat Roberts
Charles Patrick 'Pat' Roberts (Topeka, 20 de abril de 1936) es un político estadounidense. Actualmente es el senador sénior de Kansas en el Congreso de su país. Está afiliado al Partido Republicano. 

## Carrera política
Es hijo de Ruth B. (nacida Patrick) y de Wesley Roberts, quien en 1953 fue presidente del presidente del Comité Nacional Republicano. Entró a la política a finales de la los años 1960. Antes, fue capitán del Cuerpo de Marines y entre 1962 y 1967 también trabajó como periodista. En 1980 fue elegido a la Cámara de Representantes por el 1.º distrito congresional de Kansas. En 1996 llegó al Senado. Entre 2003 y 2007 fue presidente del Comité Selecto sobre Inteligencia y en la actualidad cumple con su cuarto mandato.